# Felix Kuballa

FELIX KUBALLA by Kamilla Pfeffer

Felix Kuballa (* 9. Juli 1944 in Hameln) ist ein deutscher Fotograf, Fernsehjournalist und Filmemacher.

## Leben
Nach einer Ausbildung zum Fotografen in Köln, arbeitete er in den 1960er Jahren zunächst als freiberuflicher Foto-Reporter für Zeitungen und Magazine. 1970 wechselte er das Medium und begann seine Tätigkeit beim Westdeutschen Rundfunk, als Autor für aktuelle Sendungen – wie das Kulturmagazin Spektrum, den ARD Ratgeber Recht, das Politmagazin Monitor und die Sendung Tagesthema.
1974 wurde er als Redakteur und Reporter beim WDR fest angestellt. Drei Jahre später nahm er eine Auszeit, um als Entwicklungsexperte für die Friedrich-Naumann-Stiftung in der damaligen Volksrepublik Kongo ein Landfunkprojekt aufzubauen.
Zurück in Köln realisierte er ab 1981 in der Programmgruppe Inland des WDR Dokumentationen und Reportagen, thematisch vorwiegend im Bereich Politik und Zeitgeschehen. Bald schon machte er sich einen Namen als investigativer Filmemacher.
Für viele seiner Reportagen und Dokumentationen wurde er ausgezeichnet. Den renommierten Adolf-Grimme-Preis erhielt er mehrfach: für „Wanderungen durch die DDR: Die Niederlausitz“ (Adolf-Grimme-Preis 1985 für die Sendereihe), für „Gesucht wird… Josef Mengele“ (Adolf-Grimme-Preis 1986), und für „Gesucht wird… eine Absturzursache“ (Adolf-Grimme-Preis 1989). Für den Dokumentarfilm „Wie ein wuchernder Erdklumpen auf der Seele – Mitteilungen eines stummen Autisten“ wurde ihm 1995 der „Sonderpreis des Kultusminister NRW beim Adolf-Grimme-Preis“ verliehen. 1992 erhielt er den Civis-Preis für „Zum Beispiel Berlin – Über den Umgang mit Ausländerfeindlichkeit“.
2004 wechselte Felix Kuballa in die Geschichtsredaktion des WDR und betreute hier als Redakteur zahlreiche Dokumentarfilme und Dokumentationen zu zeitgeschichtlichen Themen. In dieser Phase realisierte er auch die Sendereihe „Mein Kriegsende“, in der 25 Kulturschaffende – von Mario Adorf bis Gerhard Zwerenz – von ihrem ganz persönlichen Ende des Zweiten Weltkriegs erzählen.
Im März 2008 endete seine Zeit beim WDR. Seither arbeitet er wieder als freier Autor und dramaturgischer Berater für Dokumentarfilme („Wader Wecker Vater Land“, 2011, Regie: Rudi Gaul; „Woodstock in Timbuktu“, 2012, Regie: Désirée von Trotha; „Viktors Kopf“, 2015, Regie: Carmen Eckhardt; „Wer ist Oda Jaune?“, 2016, Regie: Kamilla Pfeffer)
Felix Kuballa lebt in Köln.

## Filmografie (Auswahl)
- 1981: Die letzte Schicht im Druckhaus Deutz
- 1981: Die Rückkehrer, Erfahrungsberichte von Entwicklungshelfern
- 1983: Das Wunder von Ranschbach
- 1983: Ein Liedermacher und seine Wirkung – Konstantin Wecker
- 1984: Wanderungen durch die DDR: Die Niederlausitz
- 1985: Goldrausch in Pinneberg
- 1985: Fischer Oestmann: Sein Kampf gegen die Dünnsäure
- 1985: Gesucht wird… Josef Mengele
- 1986: Von deutscher Toleranz
- 1986: Wer umarmt wen? – Über das Verhältnis von Politikern und TV-Journalisten
- 1987: Köpfe, Könner, Kulissen: Konstantin Wecker
- 1988: Deutschlandbilder: Meine Ehre heißt Treue
- 1988: Gesucht wird… eine Absturzursache
- 1989: Den Staat zur Beute machen? – Über die Macht der politischen Parteien
- 1989: Köpfe, Könner, Kulissen: Die Fotografin Herlinde Koelbl
- 1990: Miterlebt: Transsexuell – endlich als Frau leben
- 1990: Kriegsspiel in der Heide
- 1990: Deutsche Paare: Männerfreundschaft
- 1991: Moslems in Deutschland – Leben wie im Alptraum
- 1991: Gesucht wird… das Sprachrohr Gottes
- 1992: Wut in Ried
- 1992: Zum Beispiel Berlin – Über den Umgang mit Ausländerfeindlichkeit
- 1992: Traumziele: Lambarene
- 1993: Deutschlandbilder: Friederike S., 28 – Diagnose: Multiple Sklerose
- 1993: Passau – Washington: Das ‚schreckliche Mädchen’ wandert aus
- 1994: Wie ein wuchernder Erdklumpen auf der Seele – Mitteilungen des stummen Autisten Birger Sellin
- 1995: Passau – Washington: Das ‚schreckliche Mädchen’ in Amerika
- 1995: Gesucht wird ... der Riss im Kopf
- 1995: Mut gegen NS-Terror: Mutter Courage und die Juden
- 1996: Grenz-Erfahrung: Zwischen Deutschland und Polen
- 1998: Spurensuche in ehemaligen deutschen Kolonien: Felix Kuballa in Namibia
- 1998: Spurensuche in ehemaligen deutschen Kolonien: Felix Kuballa auf Samoa
- 1998: Spurensuche in ehemaligen deutschen Kolonien: Felix Kuballa in Papua-Neuguinea
- 1999: Jahrgang '49 – Aufgewachsen in zwei deutschen Staaten
- 1999: Reiz der Haut – Annäherung an ein Organ, mit Carmen Eckhardt
- 1999: Der Nomade aus Köln
- 2000: Der Sänger aus der Hölle
- 2002: Der Traum vom Nazigold
- 2003: Multiple Persönlichkeiten: Wahn der Therapeuten?
- 2012: Menschen, keine Nummern mehr – Schüler besuchen Auschwitz, mit Kamilla Pfeffer

## Werke
- Faschismus kommt nicht über Nacht, Raith-Verlag, 1976, mit Jürgen Roth
- Mein Kriegsende, Propyläen-Verlag, 2011, Hrsg., mit Dieter Hildebrandt